# Tympanota sententiosa
Tympanota sententiosa là một loài bướm đêm trong họ Geometridae.